# Моллі Ван Ностранд
Моллі Ван Ностранд (англ. Molly Van Nostrand; нар. 12 березня 1965) — колишня американська тенісистка.
Найвищу одиночну позицію світового рейтингу — 37 місце досягла 20 січня, 1986, парну — 43 місце — 29 лютого, 1988 року.
Найвищим досягненням на турнірах Великого шолома були чвертьфінали в одиночному та парному розрядах.
Завершила кар'єру 1989 року.

## Фінали Туру WTA

### Одиночний розряд: 1 (0–1)
| Перемога — Легенда            |
| ----------------------------- |
| Турніри Великого шолома (0–0) |
| Турніри Туру WTA (0–0)        |
| Вірджинія Слімс (0–1)         |

| Титули за покриттям |
| ------------------- |
| Тверде (0–1)        |
| Трава (0–0)         |
| Ґрунт (0–0)         |
| Килим (0–0)         |

| Результат | Ранг | Дата           | Турнір | Покриття | Суперниця   | Рахунок  |
| --------- | ---- | -------------- | ------ | -------- | ----------- | -------- |
| Поразка   | 1.   | 18 серпня 1986 | Мава   | Тверде   | Штеффі Граф | 7–5, 6–1 |

### Парний розряд: 1 (0–1)
| Перемога - Легенда            |
| ----------------------------- |
| Турніри Великого шолома (0–0) |
| Турніри Туру WTA (0–0)        |
| Вірджинія Слімс (0–1)         |

| Титули за покриттям |
| ------------------- |
| Тверде (0–0)        |
| Трава (0–0)         |
| Ґрунт (0–0)         |
| Килим (0–1)         |

| Результат | Ранг | Дата           | Турнір       | Покриття | Партнерка        | Суперниці                  | Рахунок  |
| --------- | ---- | -------------- | ------------ | -------- | ---------------- | -------------------------- | -------- |
| Поразка   | 1.   | 4 березня 1985 | Індіанаполіс | Килим    | Дженніфер Мундел | Еліз Берджін Кетлін Горват | 6–4, 6–1 |

## Часова шкала турнірів Великого шлему в одиночному розряді
| W | Ф | ПФ | ЧФ | #Р | КТ | К# | DNQ | A | NH |

| Турнір                                 | 1983  | 1984  | 1985  | 1986  | 1987  | 1988  | 1989  | Career SR |
| -------------------------------------- | ----- | ----- | ----- | ----- | ----- | ----- | ----- | --------- |
| Відкритий чемпіонат Австралії з тенісу |       | К2р   | 1р    | NH    | 1р    |       | К1р   | 0 / 2     |
| Відкритий чемпіонат Франції з тенісу   |       | 1р    |       |       | 1р    |       |       | 0 / 2     |
| Вімблдонський турнір                   |       | К1р   | ЧФ    | 1р    | 1р    | К2р   | 1р    | 0 / 4     |
| Відкритий чемпіонат США з тенісу       |       | К1р   | 2р    | 2р    | 1р    |       | 1р    | 0 / 4     |
| SR                                     | 0 / 0 | 0 / 1 | 0 / 3 | 0 / 2 | 0 / 4 | 0 / 0 | 0 / 2 | 0 / 12    |
| Рейтинг на кінець року                 | NR    | 112   | 44    | 62    | 142   | 239   | 111   |           |